# Marie Déa

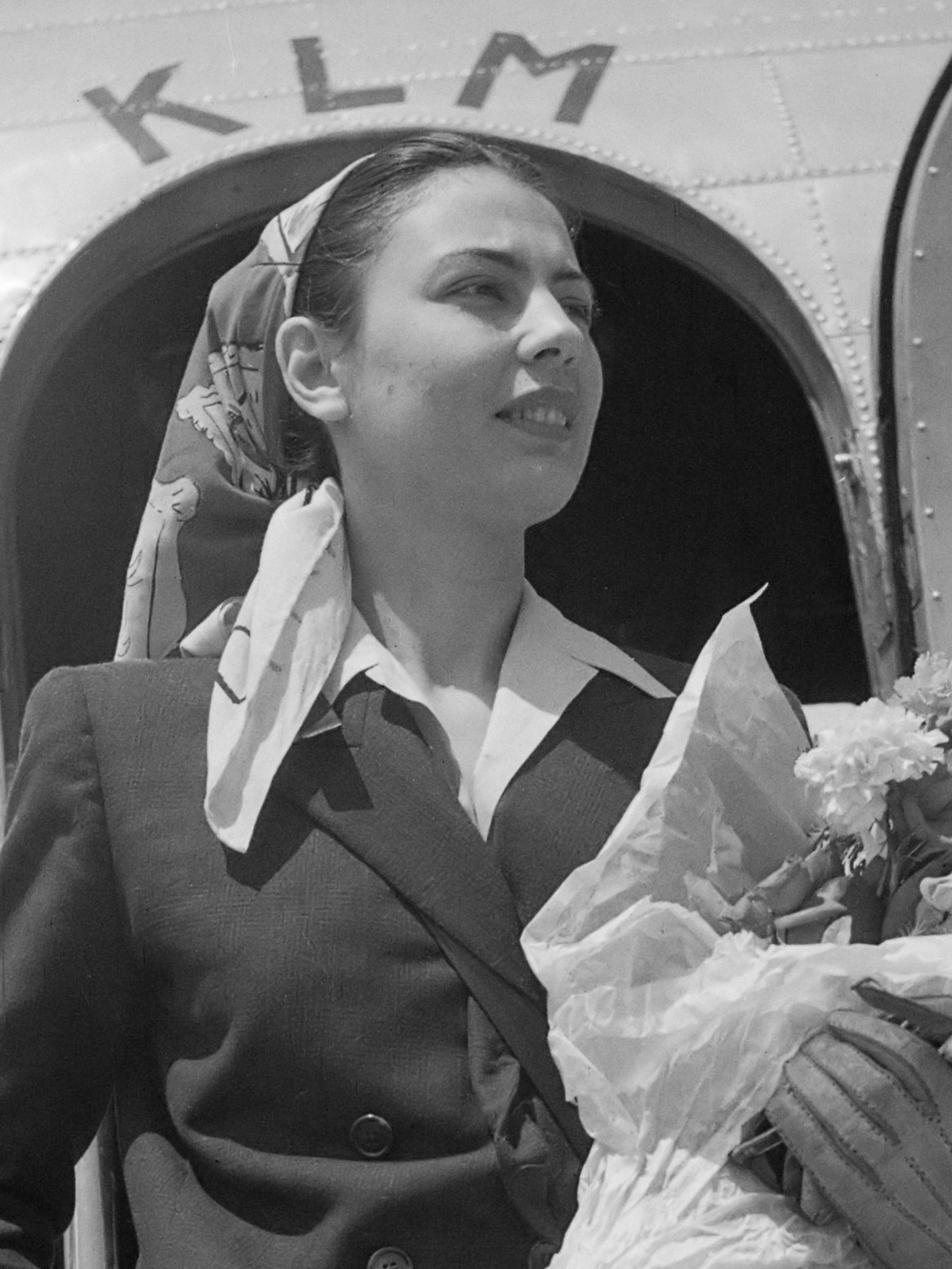
Marie Déa (1946)

Marie Déa (* 17. Mai 1912 in Nanterre als Odette Alice Marie Deupès; † 29. Februar 1992 oder 1. März 1992 in Paris) war eine französische Schauspielerin.
Marie Déa sammelte erste Schauspielerfahrungen beim Theater und war seit den späten 1930er-Jahren im Filmgeschäft tätig. Insbesondere in den 1940er-Jahren wurde sie regelmäßig in Hauptrollen besetzt. Sie drehte unter anderem mit bekannten Regisseuren wie Robert Siodmak (bei dem Kriminalfilm Mädchenhändler), Christian-Jaque (bei der Romanze Der erste Ball) und Marcel Carné, in dessen Spielfilm Die Nacht mit dem Teufel sie als reine und unschuldige Tochter eines Barons selbst dem Teufel widerstehen kann. Ihre Rolle von wahrscheinlich nachhaltigster Bekanntheit spielte sie 1950 in Jean Cocteaus Filmklassiker Orpheus als Eurydike, die treue Ehefrau des Dichters Orpheus. In späteren Jahren spielte Déa auch in Fernsehproduktionen und war weiterhin am Theater tätig. Zwei ihrer letzten Kinorollen hatte sie 1977 in den Filmen Der Antiquitätenjäger und Der Erpresser, in denen sie jeweils an der Seite von Alain Delon Nebenrollen verkörperte.
Déa war mit dem Schauspieler Lucien Nat (1895–1972) verheiratet. Sie starb 1992 rund zweieinhalb Monate vor ihrem 80. Geburtstag in Paris.

## Filmografie (Auswahl)
- 1938: La vierge folle
- 1939: Mädchenhändler (Pièges)
- 1941: Der erste Ball (Premier bal)
- 1942: Die Nacht mit dem Teufel (Les Visiteurs du soir)
- 1947: Les atouts de Monsieur Wens
- 1949: 56 rue Pigalle
- 1950: Orpheus (Orphée)
- 1951: Im Anfang war nur Liebe (Caroline chérie)
- 1959: Die grüne Stute (La jument verte)
- 1962: Am Ende aller Wege (Le glaive et la balance)
- 1962: Der Mörder steht im Telefonbuch (L'assassin est dans l'annuaire)
- 1974: Mariage
- 1976: Der Gute und die Bösen (Le Bon et les Méchants)
- 1977: Der Antiquitätenjäger (L'homme pressé)
- 1977: Der Erpresser (Armaguedon)
- 1980: Die Sonnenpferde (Les chevaux du soleil, Fernseh-Miniserie)
- 1983: Deux amies d’enfance (Fernseh-Miniserie)